# Tryssogobius flavolineatus
Tryssogobius flavolineatus es una especie de peces de la familia de los Gobiidae en el orden de los Perciformes.

## Morfología
- Las hembras pueden alcanzar los 2,45 cm de longitud total.
- Número de vértebras: 26.[1]

## Hábitat
Es un pez de Mar y, de clima tropical y demersal que vive entre 28-82 m de profundidad. 

## Distribución geográfica
Se encuentran en Nueva Guinea y Indonesia. 

## Observaciones
Es inofensivo para los humanos. 